# Bains-douches d’Abbeville

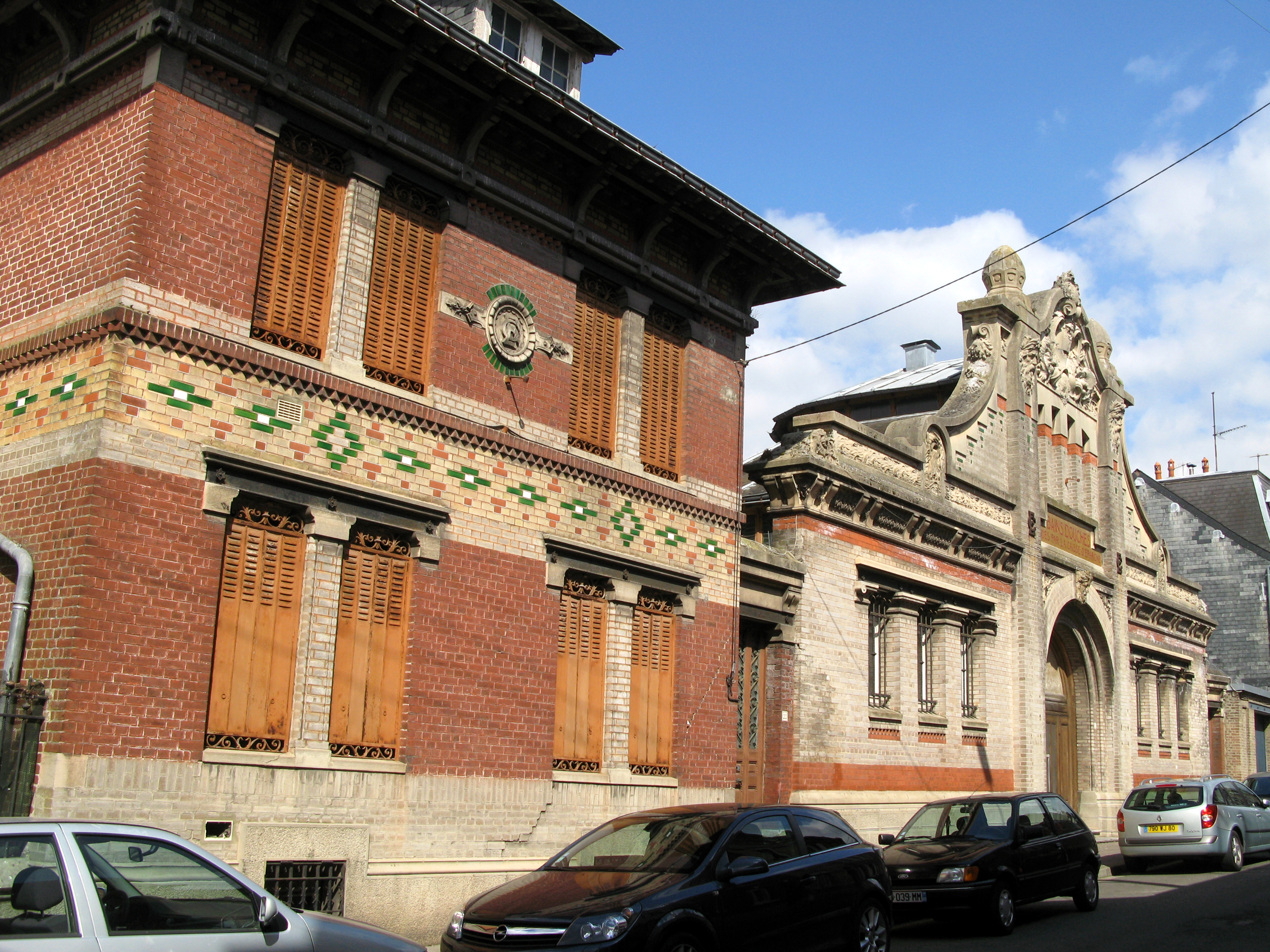
Volksbad Abbeville (2010)

Die Bains-douches d’Abbeville sind ein erhaltenes historisches Volksbad in Abbeville im Département Somme in Frankreich. Das Gebäude ist als Monument historique in der Denkmalliste inventarisiert.
Eine Gedenktafel an der Vorderseite des Gebäudes gibt die Architekten Greux und Marchand als verantwortliche Planer an. Die Skulpturen der Bauzier stammen von Henry Louis Leclabart (1876–1929), dem Schöpfer des Kriegerdenkmals von Abbeville und des Stade Paul-Delique des Sporting Club Abbeville Côte Picarde in derselben Stadt. Das Gebäude wurde auf einem Grundstück an der Stelle der ehemaligen Kavallerie-Kaserne St. Joseph erbaut. Der aus Ziegelmauerwerk bestehende Giebel ist mit aus Stein gearbeiteten floralen Motiven und Masken verziert.
Die Genossenschaftsbank „Caisse d’épargne“ ließ das Gebäude 1909/10 mit Mitteln aus Überschüssen des Geschäftsbetriebs für gemeinnützige regionale Projekte errichten. 2005 wurde die Badeanstalt von der Stadt verkauft. Derzeit (2012) ist das Gebäude an einen Friseursalon vermietet. Am 23. Juli 2003 wurde das Gebäude insgesamt, wie auch die Dächer und Fassaden der angrenzenden Häuser, unter Denkmalschutz gestellt.